# Ngnith
Ngnith (oder Gnith) ist eine Landgemeinde (Communauté Rurale) im Nordwesten des Senegal.
Sie wurde 2008 neu gegründet und gehört zum Arrondissement Ndiaye, zum Departement Dagana und zur Region Saint-Louis.
Der Hauptort ist das Dorfzentrum von Ngnith.